# Ракеле Бруні
Ракеле Бруні (італ. Rachele Bruni, нар. 4 листопада 1990, Флоренція, Італія) — італійська плавчиня, срібна призерка Олімпійських ігор 2016 року.

## Виступи на Олімпійських іграх
| Олімпіада | Дисципліна              | Місце |
| --------- | ----------------------- | ----- |
| Ріо 2016  | 10 км на відкритій воді | 2     |